# Malekszah II
Malekszah II (ur. 1100, zm. 1105) – efemeryczny sułtan z dynastii Wielkich Seldżuków, panujący nominalnie w Bagdadzie na przełomie roku 1104 i 1105.
Był synem Berk-Jaruka (1092–1104), który mianował go swoim następcą na łożu śmierci. W chwili tej nominacji Malekszah miał cztery lata. Ojciec zostawił go pod opieką atabega Ajaza i ten wraz z namiestnikiem (szihna) Bagdadu Ilghazim obwołał Malekszaha sułtanem. Kiedy jednak dawny rywal Berk-Jaruka, Mohammad Tapar (1105–1118), wyruszył na Bagdad przez Mosul Ajaz wraz z wezyrem Sad al-Molkiem zdecydowali że opór nie ma sensu i pozwolili tym samym Mohammadowi na objęcie władzy nad całością ziem sułtanatu. Malekszah zmarł jeszcze w tym samym roku.